# Liste de navires présents à la revue de la flotte internationale 2005
Cette liste répertorie les navires présents à la revue de la flotte internationale qui a eu lieu le 28 juin 2005 à l'occasion du 200e anniversaire de la bataille de Trafalgar.

## Marines représentées

### Royal Navy

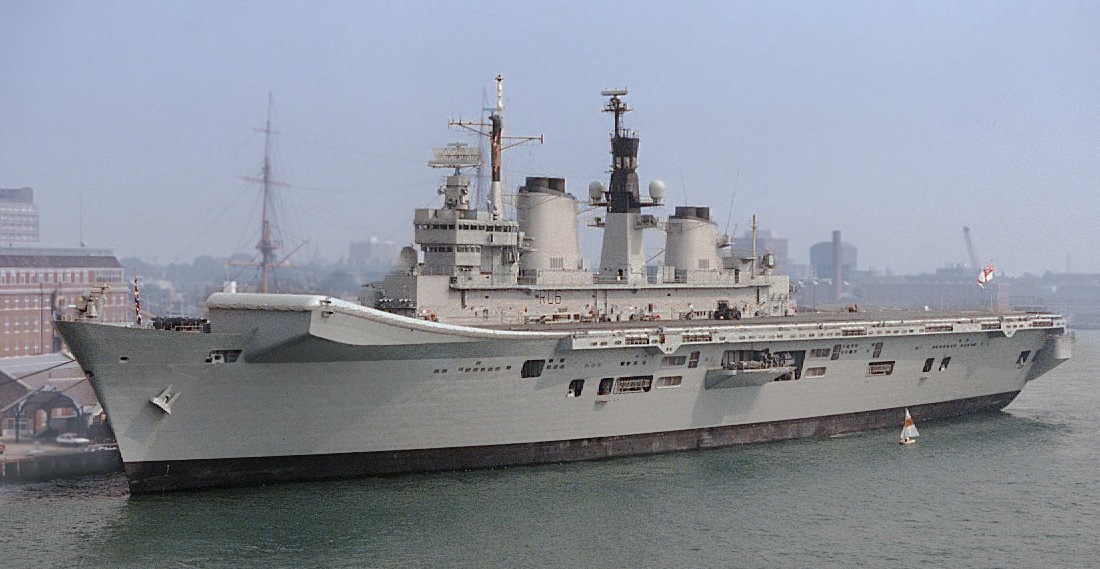
HMS Illustrious.
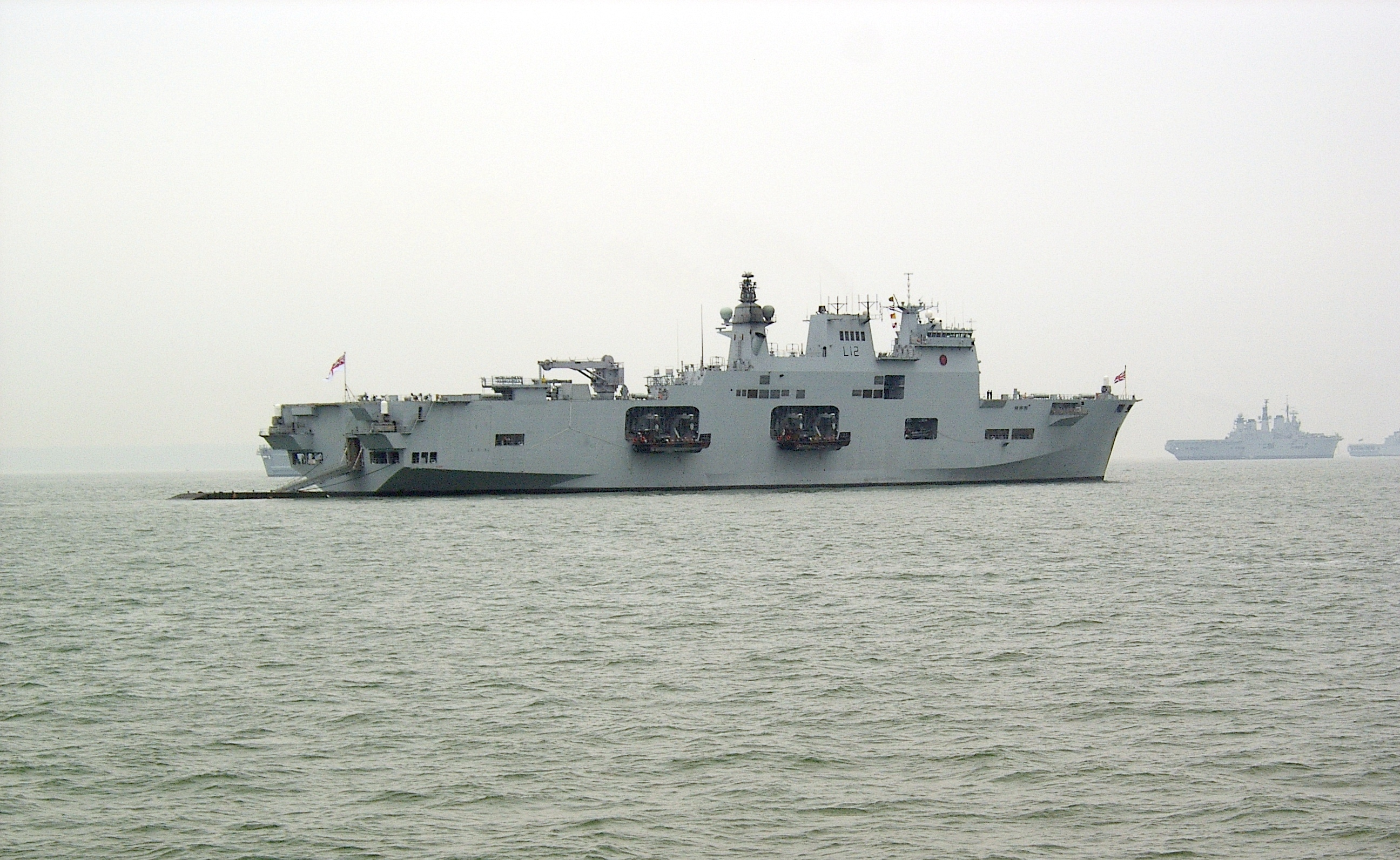
HMS Ocean at the review
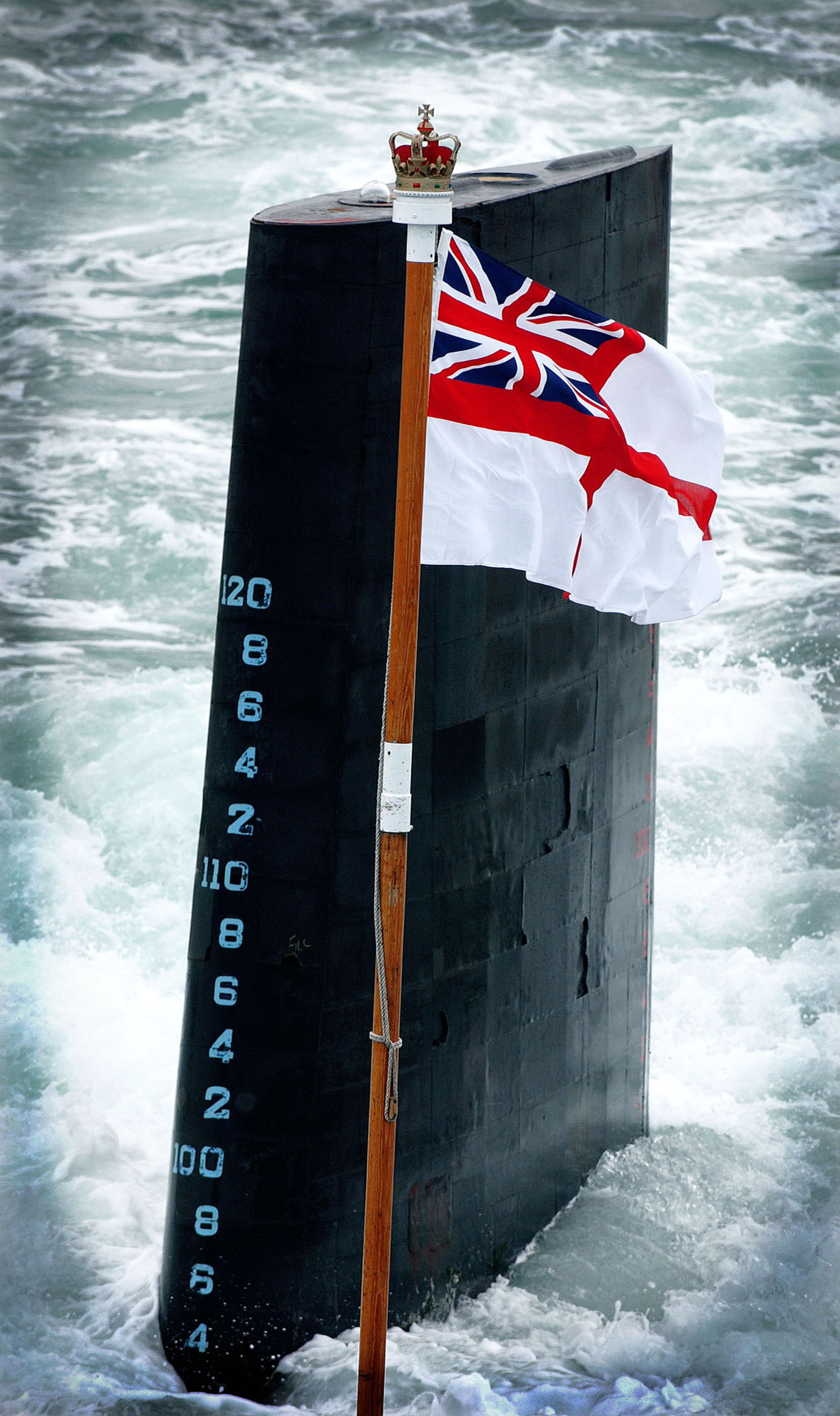
HMS Trafalgar.

#### Porte-avions
- HMS Invincible
- HMS Illustrious

#### Navires de débarquement amphibies
- HMS Ocean
- HMS Albion
- HMS Bulwark
- RFA Sir Galahad
- RFA Sir Tristram
- RFA Sir Bedivere

#### Sous-marins de classeTrafalgar
- HMS Trafalgar
- HMS Turbulent
- HMS Trenchant

#### Destroyers de type 42

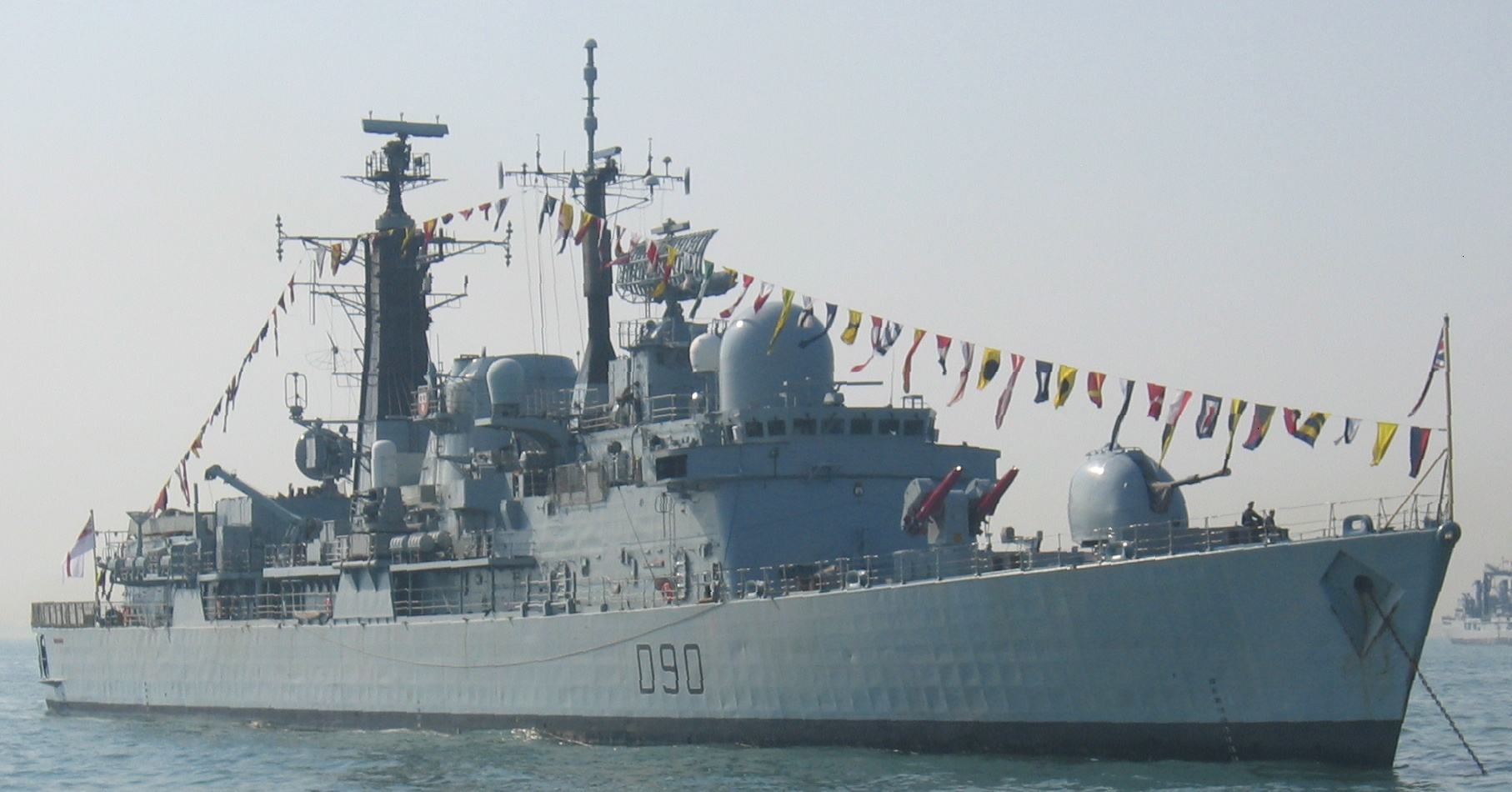
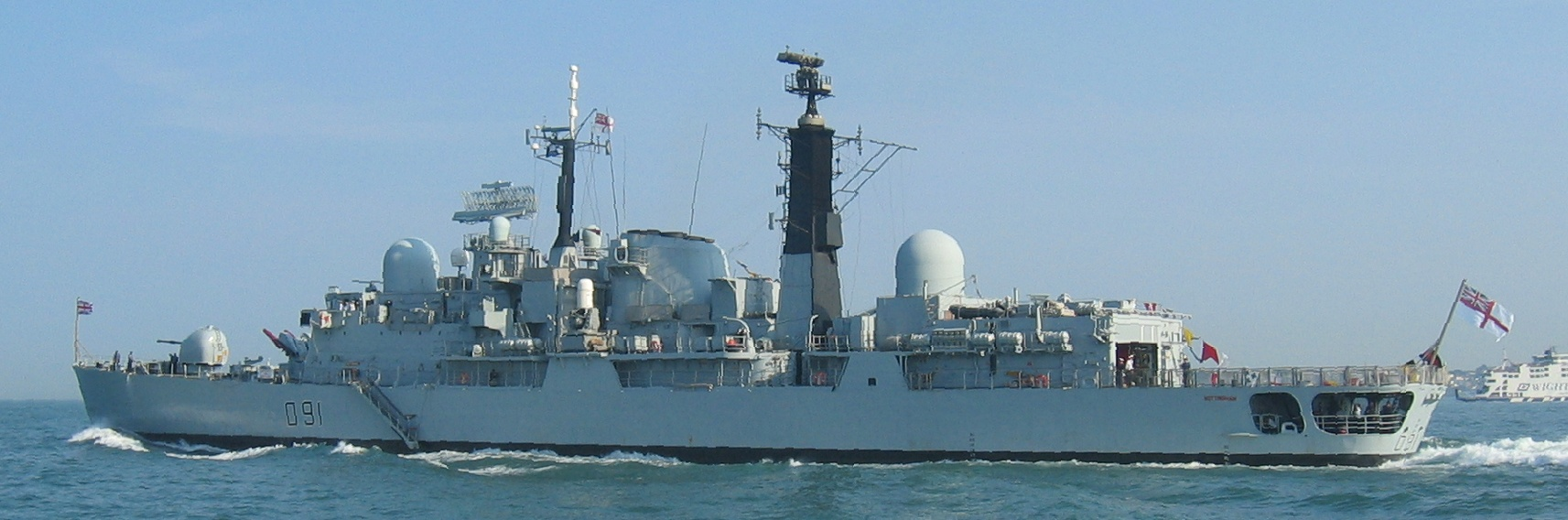
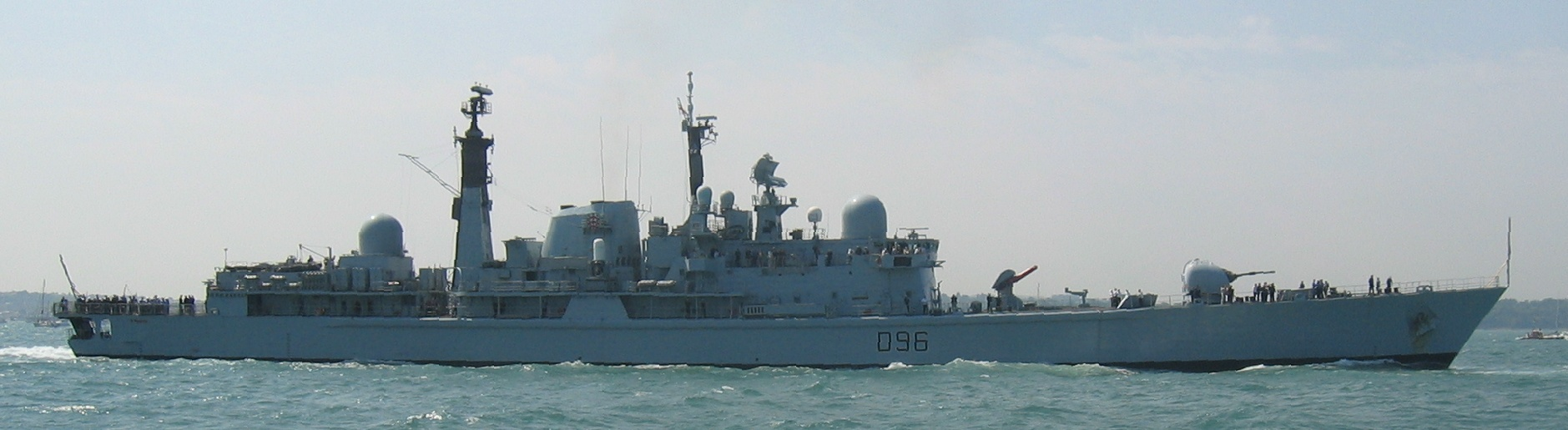

- HMS Exeter
- HMS Southampton
- HMS Nottingham
- HMS Gloucester
- HMS Cardiff

- HMS Southampton
- HMS Nottingham
- HMS Gloucester

#### Frégates

##### Frégates de type 22
- HMS Chatham
- HMS Cumberland

##### Frégates de type 23

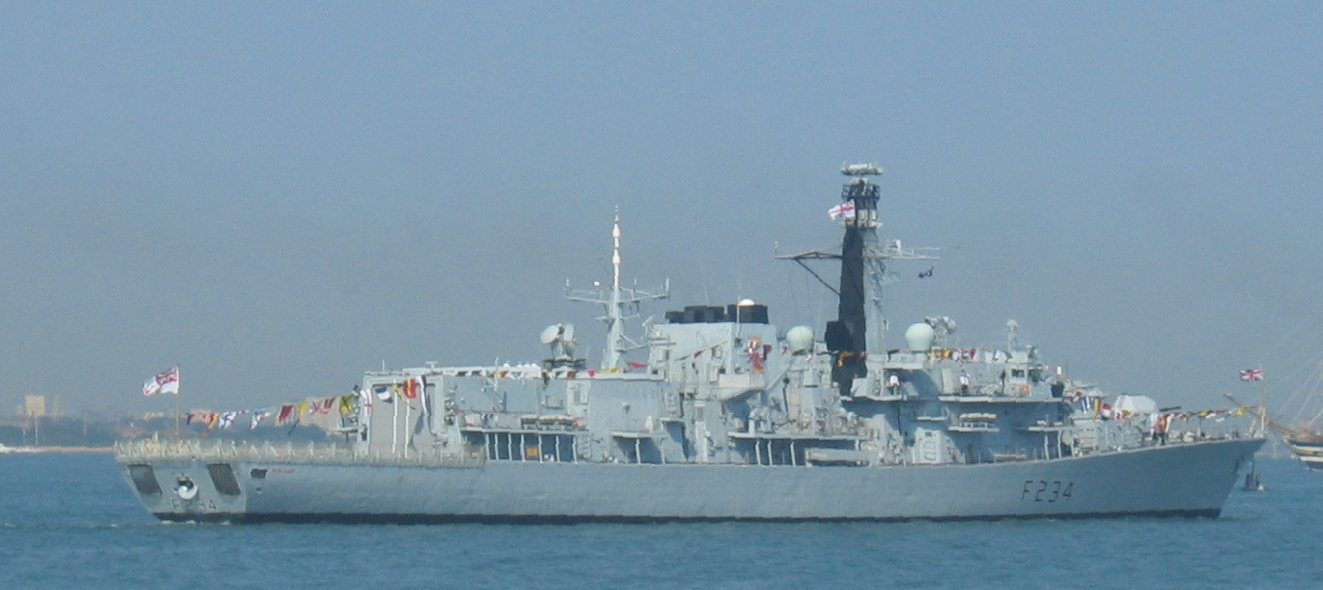
.

- HMS Grafton
- HMS Lancaster
- HMS Iron Duke
- HMS Marlborough
- HMS Montrose
- HMS Westminster
- HMS St Albans

#### Bâtiments hydrographiques

##### Navires de surveillance côtière
- HMS Roebuck
- HMS Gleaner

##### Navires d'étude océanique
- HMS Scott

##### ClasseEcho
- HMS Enterprise

##### Navires d'étude antarctique

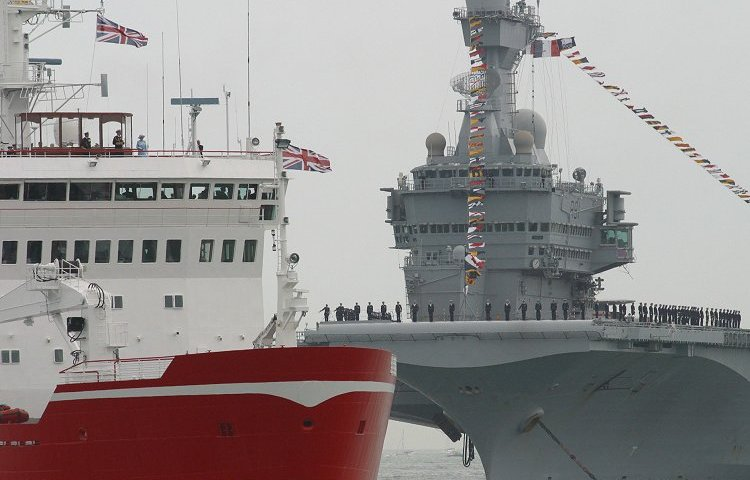
devant le pendant la revue

- HMS Endurance

#### Patrouilleurs

##### ClasseRiver
- HMS Tyne

##### ClasseArcher
- HMS Archer
- HMS Blazer
- HMS Example
- HMS Explorer
- HMS Raider
- HMS Ranger
- HMS Trumpeter
- HMS Tracker

#### Navires de guerre des mines

##### ClasseHunt
- HMS Ledbury
- HMS Cattistock
- HMS Middleton

##### ClasseSandown
- HMS Walney
- HMS Pembroke
- HMS Grimsby
- HMS Bangor
- HMS Ramsey
- HMS Shoreham

#### Royal Fleet Auxiliary
- RFA Argus
- RFA Fort Victoria
- RFA Orangeleaf
- RFA Wave Ruler
- MV Hurst Point

#### Remorqueurs portuaires de la Royal Navy
- HMT Helen
- HMT Nimble
- HMT Powerful
- HMT Bustler
- HMT Dexterous

### Marines étrangères

#### US Navy
- USS Saipan (LHA-2)

#### United States Coast Guard
- USCGC Eagle (WIX-327)

#### Marines européennes

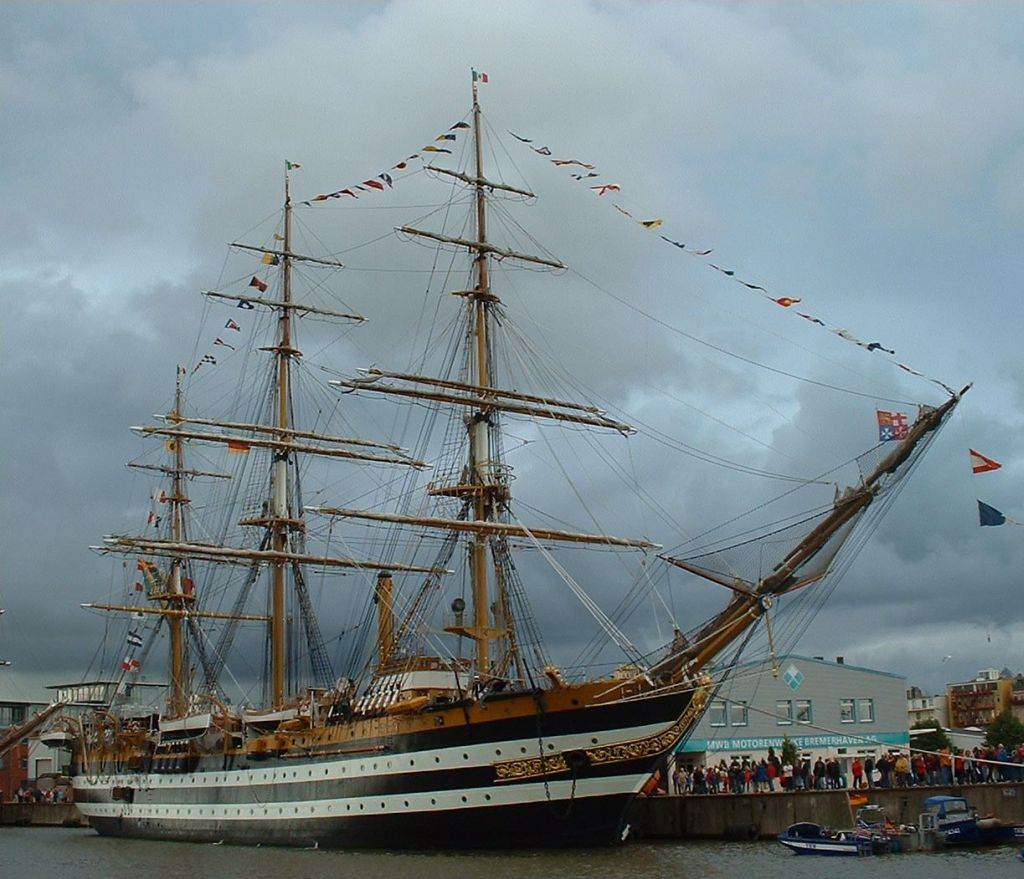
Amerigo Vespucci.

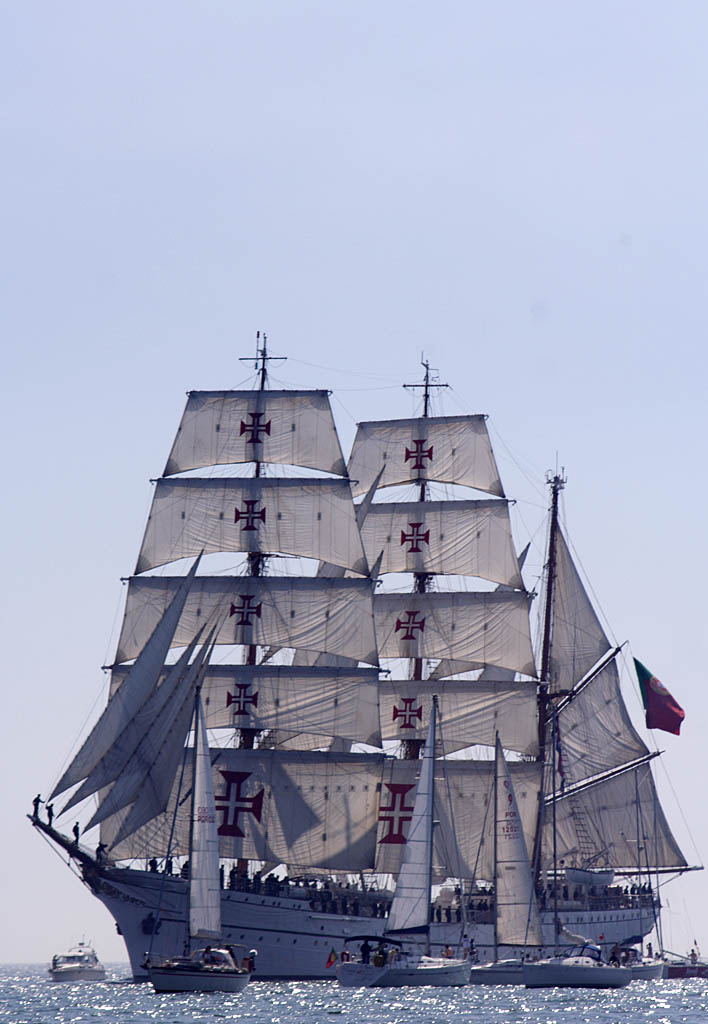
Sagres III

- Deutsche Marine - FGS Asta (G785), FGS Sachsen (F219), Dillingen (M1065), Frankenthal (M1066)
- Composante marine - Narcis (M293), Westdiep (F911), Godetia (A960)
- Marine espagnole - Principe de Asturias (R11), Blas de Lezo (F-103)
- Marine nationale - Belle Poule (A650), Mutin (A652), Meuse (A607), Charles de Gaulle (R91), Jean Bart (D615), Perle (S606)
- Marine hellénique - HS Hydra (F452)
- Marine irlandaise - LÉ Eithne (P31)
- Marina Militare - Amerigo Vespucci (A5312), Giuliano Prini (S523)
- Marine polonaise - ORP Iskra (253), ORP Generał Tadeusz Kościuszko (273)
- Marine portugaise - NRP Álvares Cabral (F331), Sagres III (A520)
- Marine militaire roumaine - RNS Regina Maria (F222)
- Armée de Yougoslavie - SMAF Jadran
- Marine turque - TCG Oruçreis (F245)

##### États baltes et Russie
- Marine estonienne - EML Amiral Pitka (A230)
- Forces navales lettones - LVNS Versaitis (A53)
- Marine lituanienne - LKL Kuršis (M51)
- Marine russe - Amiral Levtchenko

##### Scandinavie
- Marine royale danoise - HDMS Esbern Snare (L17)
- Finlande - FNS Pohjanmaa (01)

#### Marines africaines
- Forces navales algériennes - El Kirch (353)
- Nigeria - NNS Aradu (F89)
- Marine royale marocaine - RMN Mohammed V (611)
- Marine sud-africaine - SAS Drakensberg (A301)

#### Marines sud-américaines
- Marine brésilienne - NV Cisne Branco (U20)
- Marine nationale colombienne - ARC Gloria
- Marine nationale d'Uruguay - ROU Capitán Miranda (20)

#### Marines du Commonwealth

##### Royal Australian Navy
- HMAS Anzac (FFH 150)

##### Marine royale canadienne
- NCSM Montréal (FFH 336)

##### Marine indienne
- INS Tarangini
- INS Mumbai (D62)

##### Marine pakistanaise
- PNS Moawin
- PNS Tippu Sultan

#### Marines du Moyen-Orient et d'Asie
- Corée du Sud - ROKS Chungmugong Yi Sunshin (DDG 975), ROKS Chun Jee (AOE 57) (aka ROKS Cheonji AOE-57)
- Marine indonésienne - Kwi Dewa Ruci
- Force maritime d'autodéfense japonaise - JDS Kashima (TV 3508), JDS Murasame (DD-101), JDS Yuugiri (DD-153)
- Marine du Sultanat d'Oman - RNOV Shabab Oman (S-1), RNOV Al Mua'Zzar (Q32)

## Navires non-militaires

### Grands voiliers
- Bulgarie - Kaliakra

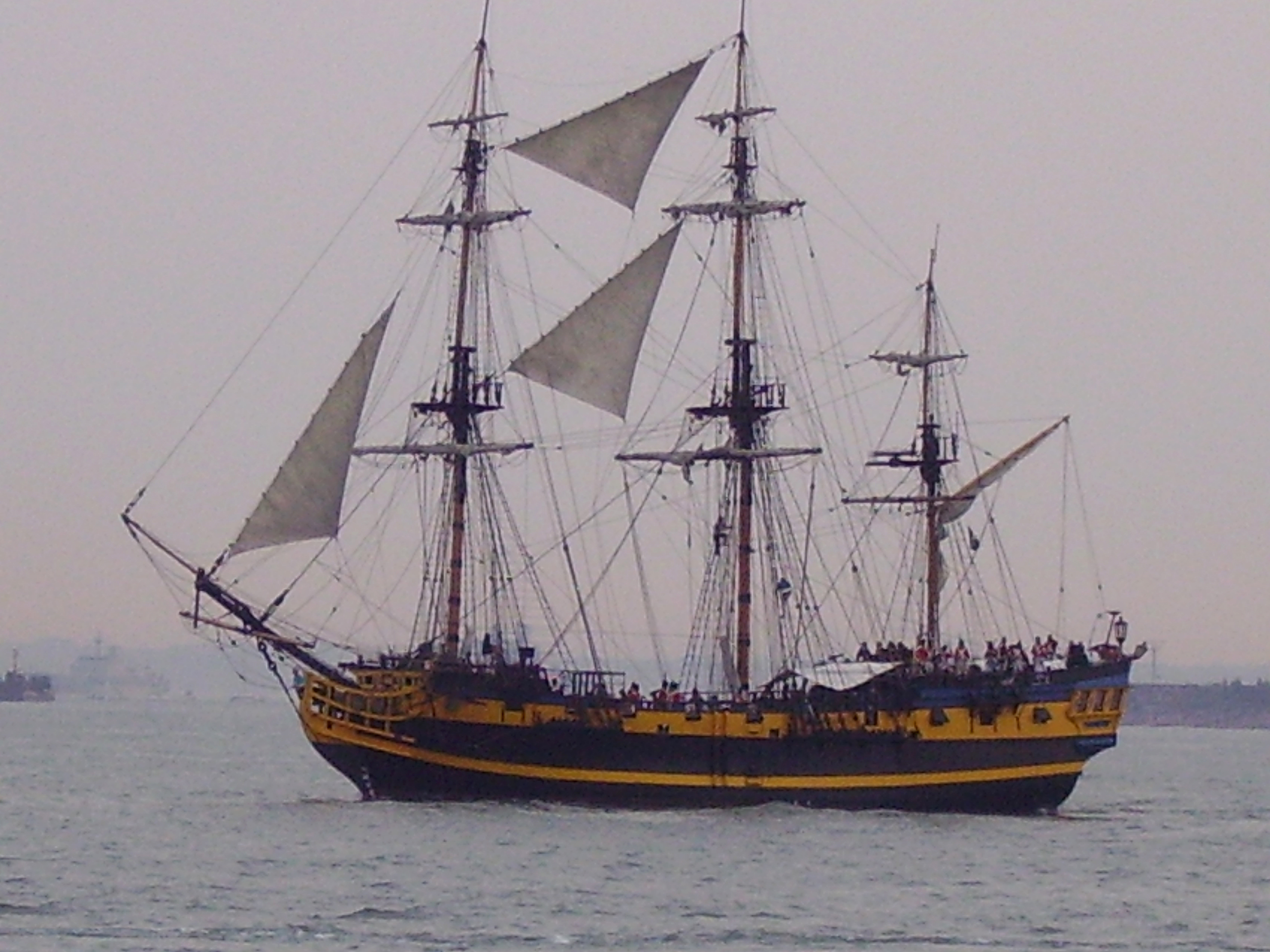
Grand Turk

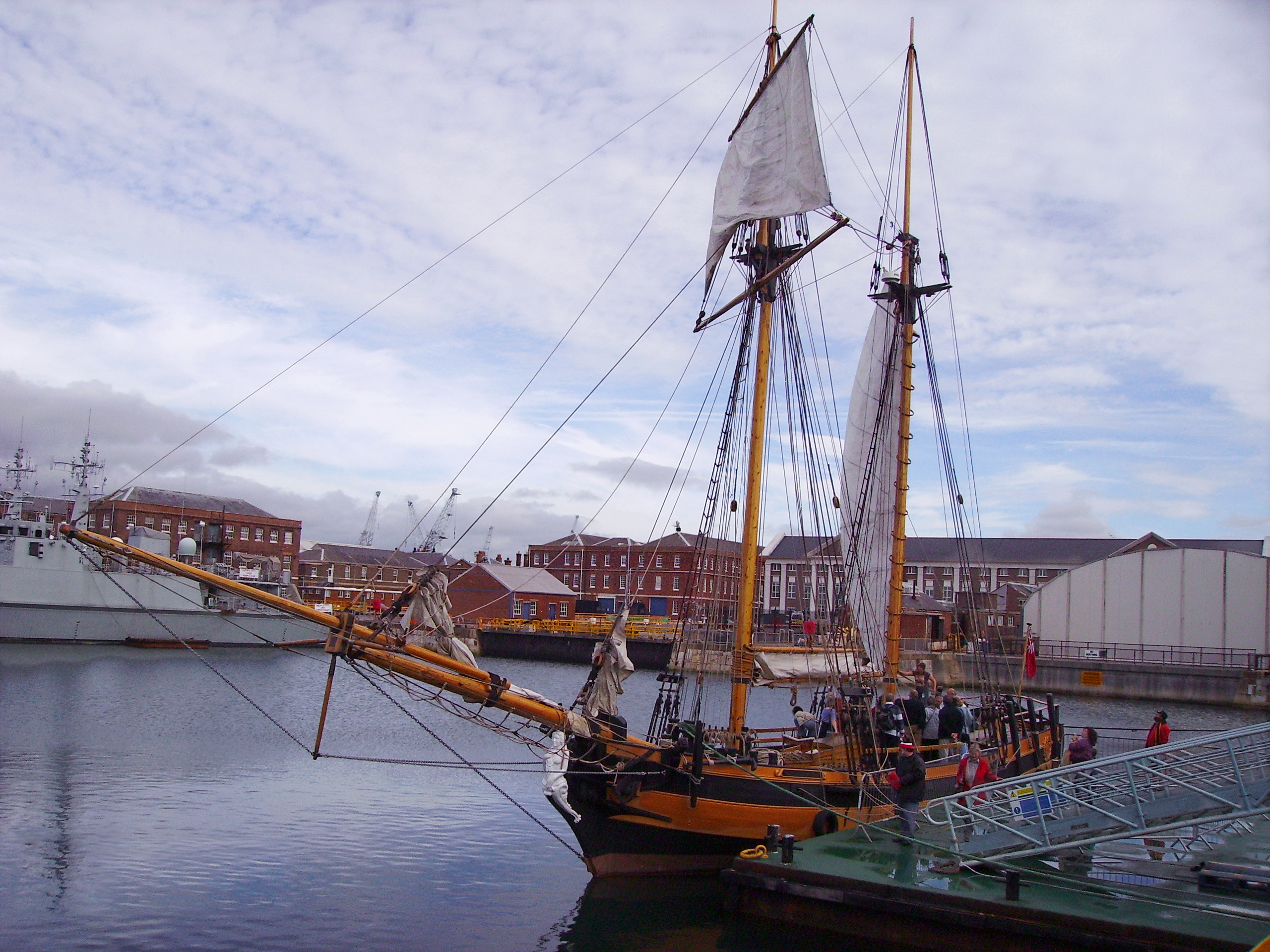
Le Pickle, une reconstitution du.

- États-Unis - Pride of Baltimore II
- France - La Recouvrance
- Irlande - Asgard II
- Norvège - Sorlandet
- Pays-Bas - Mercedes, Europa
- Pologne - Dar Młodzieży, Pogoria
- Russie - Mir

#### Royaume-Uni
- Grand Turk
- Pickle, une reconstitution du HMS Pickle
- Bessie Ellen
- Royalist
- Lord Nelson
- Tenacious
- Prince William
- Matthew
- Earl of Pembroke
- Kaskelot
- Phoenix
- Iris
- Will

### Autres
- MV Balmoral
- SS Shieldhall
- MV John Jerwood (SCC)
- MV Princess Caroline
- MV Sand Harrier
- Challenge

#### Par compagnie
- BP - MV British Merlin
- British Antarctic Survey - RRS James Clark Ross
- Cunard - RMS Queen Elizabeth 2
- HM Customs
- Global Marine Systems - CS Sovereign
- Sir Donald Gosling - Yacht Leander G
- Guernsey Sea Fisheries - MV Leopardess
- Northern Lighthouse Board - NLV Polestar, NLV Pharos
- Red Funnel - MV Red Jet 4, MV Red Eagle
- Royal National Lifeboat Institution - Severn
- Scottish Fisheries Protection Agency - FPV Norna
- Silversea Cruises - MV Silver Cloud
- Trinity House - THV Patricia
- Wightlink - MV St Catherine, MV St Clare, MV St Faith, HSC FastCat Ryde, HSC FastCat Shanklin
- Navires historiques : MTB 102, HMS Medusa